# Gustaf Lagerbjelke (1938–2022)
Gustaf Magnus Johan Lagerbjelke, född 7 april 1938 i Oscars församling i Stockholm, död 2 juni 2022 i Danderyds distrikt i Stockholms län, var en svensk greve och jurist.

## Biografi
Lagerbjelke avlade juris kandidatexamen 1962 och juris doktorsexamen vid Stockholms universitet 1979. Han genomförde tingstjänstgöring 1962–1964 och var kammaråklagare 1967–1979. Åren 1979–1983 var han avdelningsdirektör hos riksåklagaren, 1982–1983 adjungerad ledamot av Svea hovrätt och 1983–1985 byråchef hos riksåklagaren. Han var hovrättsråd i Svea hovrätt 1985–1999.
Lagerbjelke var ordförande i kyrkofullmäktige i Danderyds församling 1995–1997 och ordförande i kyrkorådet i samma församling 1998–1999. Åren 1974–1995 var han ledamot av Riddarhusdirektionen och han var också ordförande i Svenska adelsförbundet. Han var förste vice ordförande i Johanniterorden i Sverige och styrelseledamot i Samfundet Pro Fide et Christianismo. Åren 1997–1998 var han ordförande för Medborgarrättsrörelsen.
Gustaf Lagerbjelke var son till Magnus Lagerbjelke av grevliga ätten Lagerbjelke och Alice Lagerbjelke (född Browall). Han var från 1962 till sin död gift med Cecilia Lagerbjelke (född Engel). Gustaf Lagerbjelke blev greve vid faderns död 1991 och ägde herrgården Adamsberg. Gustaf Lagerbjelke var farfar till fotbollsspelaren i Celtic FC Gustaf Lagerbielke.